# Tlumačov (Plzeň)
Tlumačov è un comune della Repubblica Ceca facente parte del distretto di Domažlice, nella regione di Plzeň.